# さくま式人生ゲーム
さくま式人生ゲーム（さくましきじんせいゲーム）は、タカラ（現：タカラトミー）が1998年12月10日に発売したPlayStation用ボードゲームソフト。人生ゲーム30周年記念作品でもある。

## 概要
プレイヤーはルーレットでコマを進め、結婚など人生のイベントを経験していき、最終的に所持金や家などの総資産が一番多かったプレイヤーの勝利となる。本作ではさくまあきらが製作した「さくま式」ということで、過去作と比較して数々のアレンジが加えられている。また、さくまが編集長を務めた雑誌「チョコバナナ」の投稿者も制作に関わっている。

## ルール
プレイヤーは9つの職業（お笑いタレント、プロ野球選手、歌手、服飾デザイナー、漫画家、教師、プロレスラー、ゲームデザイナー、料理人）から一つを選んでスタートする。職業によるプレイ上の優劣はないが、給料アップ/ダウン時のメッセージが違う。また、結婚イベント時のキャラとの相性に影響を及ぼす。
給料は毎ターンごとにもらえる。スタート時の給料は15万円で、ラッキー・マスに止まったり「給料アップカード」を使うと増え、デビル・マスに止まると減る。途中何箇所かあるボーナス・マスに止まる（ルーレットの目が余っていても、必ずストップする）と、給料額とそのマスに止まった順位に応じてボーナスがもらえる（一番乗りなら15か月分など）。ただしボーナス・マスに止まった時に給料が0になっているとボーナスはもらえない。その後ボーナスタウン（後述）にてカードの購入などができる。コースの何箇所か、近道だがボーナス・マスに入れなくなる分かれ道もある。最後尾のプレイヤーがボーナスタウンを出た（か、分かれ道でボーナス・マスをスルーした）ら、各プレイヤーの総資産の中間発表がある。なお、カードの効果などでコースを逆戻りして一度入ったボーナス・マスに入っても、再度ボーナスはもらえずボーナスタウンの施設も利用できない。
現金は毎ターンの給料の他に、ゲーム・マスのミニゲームの賞金、クイズ・マスの正解時の賞金、カードやアイテムの売却により得ることができる。
アイテムは各種カードの効果で得られ、「どんぶる人形」（後述）を除いては直接「資産」として計上される。売却も可能だが、買取値は資産価値より落ちる。
手持ちの現金が足りなくなると、借金を背負い、約束手形が発行される。1枚につき10万円で、例えば現金が-11万円になると2枚発行して現金を9万円にする。給料などで得た現金収入は即、借金返済にまわされる（カードショップでの売却を除く）。返済額は利息がついて一枚11万円。約束手形が一定枚数貯まるとルーレットの目に影響を及ぼす。なお、借金返済のためにアイテムが自動的に処分されることはない。
結婚マスに止まる（必ずストップ）と結婚イベントが発生。8人の結婚相手候補の中から1人を選ぶ。プロポーズが成功したらすぐ結婚。失敗の場合相性テストを受け、それによって残りの候補者の中から自動的に相手が決定される。いずれの場合も他プレイヤーからお祝い金がもらえ、さらに給料もアップするが、一発成功の方がお祝い金および給料の上がり額が大きい。
結婚後のボーナス・マスでは家を購入するイベントが起こる。低額（800万円）から超高額（1億円）まで4種類あり、値段がそのまま資産となる（さらに価値が上がる場合がある）。高額の場合、10回払いのローンを組むこともできる。結婚後、一定確率で子供が生まれる。名前は自動で決まるが、コマンドで改名することも可能。子供がいる場合、毎ターン人数分の養育費を支払う。子供が成人すると免除される。
ゴールした順番に応じて賞金が支払われる。1位は1000万円×ルーレットの額、2位は500万円×ルーレット、3位は300万円×ルーレット…とだんだん下がっていく。全員がゴールした後、「サラリー王」（給料がもっとも高額）「クイズ王」（クイズの正解数が最多）「ゲーム王」（ミニゲームでの賞金獲得総額トップ）「アイテム王」（どんぶる人形を除くアイテム最多所持）を表彰、賞金が出る。このあたり桃太郎電鉄シリーズにあった「三賞」のシステムを引き継いでいる。最終的に「現金+資産（家、アイテム）−約束手形」の「総資産額」で優勝が決まる。

## マス紹介
ラッキー・マス
給料がアップする。さらに一定の確率で、いいカードがもらえるスロットを回せる。桃太郎電鉄シリーズでいう「プラス駅」「ナイスカード駅」に相当する。
デビル・マス
給料がダウンする。さらに一定の確率で、悪いカードがもらえるスロットを回せる。桃太郎電鉄シリーズでいう「マイナス駅」「ブラック駅」に相当する。
ゲーム・マス
数々のミニゲームで遊ぶ。成功すると賞金がもらえる。参加人数などはゲームによって異なる。
クイズ・マス
四択の雑学クイズに挑戦、正解で賞金が出る。さらにいいカードスロットを回せることも。不正解の場合、一定確率で悪いカードスロットが出る。三問連続正解の場合は、さらに賞金が出る。
ボーナス・マス
給料の数か月分をボーナスでもらえる。さらにボーナスタウンの建物に行ける。
- カードショップ　-　カードを売り買いできる。売り物は店によって異なる。アイテムも売却できる（どんぶる人形除く）。
- 人生神社　-　料金を支払い、たまっているどんぶる人形をお払いしてもらう。
- 人生図書館　-　プレイヤーのランキングを見たり、ゲーム中の音楽を聴ける。

結婚マス
結婚イベントが起きる。詳しくは上記。
しかえしマス
他のプレイヤー1名を、強制的に15マス戻らせる。

## 主なキャラクター
さくまあきら
このゲームの作者。ボーナス・マスや結婚マスなど、節目になるイベントで司会進行を務める。
えのサン
貧乏神でおなじみ榎本一夫がモデル。ミニゲームの司会を務め、桃太郎電鉄シリーズとは異なり背広を着ている。桃太郎電鉄シリーズで言うショッカーO野の役回り。
ぽぽちゃん
ミニゲームを始める時、一定の確率で出現する。シルクハットをかぶったピンク色の人形（？）。その後のルーレットでぽぽちゃんの顔を出すと「ぽぽイベント」のミニゲームになる。ルーレットにはえのサン、どんぶるさんの顔もあり、出した場合それぞれ通常ゲーム、ゲームなしでどんぶるカードを1枚入手となる。
どんぶるさん
デビル・マスなどのカードスロットで入手する「どんぶるカード」は、一定の確率で「どんぶる人形」になる。それが3つたまると出現する、最大のおじゃまキャラである。手足の生えたどんぶりから、白いボールのような頭が出ている姿で、「車を破壊する（莫大な修理費を取られる）」「カードを奪われる」「ルーレットがしばらく1から3までの目しか出なくなる」と、プレイヤーに多大な打撃を与える。カードの状態のうちに処分するのが一番。人形になったら人生神社でお払いしてもらう（有料）。桃太郎電鉄シリーズで言うところのキングボンビーに相当する。
かぴぴ
クイズでもうすぐ3問連続正解の時などに出てくる、もう1人（？）のアナウンス役。帽子をかぶり、マントを付けたサル。下記のクイズマス・キャラに合わせるためか、ゲーム中ではチャイナ服を着ているように見える。
女の子、男の子、猫
スタッフロールでも名前が出てこない、クイズ・マスの司会。中華風のキャラ。パッケージと本編では色が違う。
ムッキー
しかえしマスや攻撃系カードで出てくる。プレイヤーの求めに応じ、他のプレイヤーを妨害する。黒ずくめのネズミやウサギのような姿。
珍獣だだん
「だだんカード」で出現。他のプレイヤーのカードを食べる。頭だけがやたら大きいネコのような姿。パッケージではえのサンに噛み付いている。

## 主なカード
（1〜8）マスカード
ルーレットの代わりに、数字の分だけ進める。桃鉄シリーズでいう「○進めるカード」に相当する。
ストーカード
すぐ前を走っているプレイヤーの、一つ後ろまで進める。途中にボーナス・マスか結婚マスがあったらそこでストップとなる。
ポンコツカード
他プレイヤー1人の車をポンコツにする。ルーレットが1から3までしか出なくなる。桃鉄シリーズでいう「あまのじゃくカード」「絶不調カード」に相当する。
シュレッダーカード
カードを3枚まで処分できる。どのカードでも消せるが、もっぱら「どんぶるカード」などに使う。後に桃鉄シリーズにも登場した「シュレッダーカード」は使い捨て。
ファイヤーカード
入手すると一定の確率で火事に合う。このカードのような被害系は売ったり捨てたりすることはできない。桃鉄シリーズでいう「とりかえしカード」「時限爆弾カード」に相当する。ただし「とりかえしカード」カード売り場で売却することができ、「時限爆弾カード」は相手プレイヤーに渡すことができる。
十字架カード
持っているだけで他プレイヤーからのカード攻撃を回避する。桃鉄シリーズでいう「ブロックカード」に相当する。
ゲームカード
ゲーム・マスと同じようにミニゲームができる。ゲームの種類が決まっているカード（ダイスポーカード等）もある。
フィギュアカード
使うとフィギュアに変身、アイテム・資産となる。変身したものによって価値は異なる。
散財カード
入手したその場で発動、無駄遣いをする。パワーアップ版の「ラグジュアリカード」は出費額は大きいが、買った物がアイテム・資産になる。
インタネットカード
その場でカードが買える。A・Bの二つのタイプがあり、どちらなのかは実際には使うまで分からない。桃鉄シリーズでいう「カード出前カード」に相当するが、マップ上のカード売り場とは品揃えが異なる。
公的資金カード
持っている約束手形一枚に付き1〜5万円の公的資金が出て、借金の返済に充てられる。

## ミニゲーム
「さくま式」にはミニゲームが30種類用意されている。ゲーム・マスに止まったプレイヤーだけが参加するもの、全員参加するものなどルールは様々で、成功すると賞金を獲得できる。

### 止まったプレイヤーのみが参加
止まったプレイヤーがCPU担当の場合、プレイを見るか結果だけ伝えるか選べる。
ピタッとピタゴラス!
8桁の数字を記憶して正確に入力。再現度が高いほど賞金が高くなる。
歯ッ歯ッ歯ッ!
ブタ・ネコ・ウサギのうち、誰が一番歯を磨いたか当てる。
ラーメン・ストリート!
札幌・博多など、全国のご当地ラーメン8件の中から、繁盛する店を当てる。これのみ、しばらく先に進んでから結果が出る。
ガラスの時代
9枚の窓ガラスを割り、その向こうの絵（多くは水着の女の子の絵）を出す。割れば割るほど賞金が高くなるが、どんぶるさんの絵を出すとゲームオーバー、賞金没収となる。
漢字大魔王!
漢字の書かれた岩を操作し、三つの熟語を完成させる。
あがり一丁!
寿司屋でネタを注文、規定金額になるまで食べる。大衆店と高級店では規定金額、ネタの種類・値段が違う。いずれもネタの値段は表示されない。
ドレミファポン!
「ドレミファソラシド」の最後の「ド」の音を、ルーレットで出す。
鏡の世界
見本の絵が鏡に映ったもの（左右反転している）を4枚の中から当てる。
し、失礼します!
えのサンが何秒間オナラをしていたか当てる。説明の最中に突然始まる。
パネルの後ろ
サイコロ二つ振って、出た目の数だけパネルをめくる。その後、何の絵かを4択で答える。
タイム・ドカン!
タイムボカンシリーズのパロディ。4つのボタンの中から脱出ボタンを選び、悪玉トリオを脱出させる。
ハイ!ハイ!ハイ!
最初にカウントする赤ちゃんの条件が示され、その後左右から出てくる赤ちゃんの中から、条件にあったものを数える。
薄氷を踏む重い!
氷の張った池を渡り、落ちずにゴールまで行く。氷の色によって割れやすさが違う。金塊を取れば追加ボーナスだが、置いてあるマスは一番割れやすい。
電話には出んわ!
4つの携帯電話の着信音を覚え、次にかかってきたのがどの電話か当てる。
めくってポン!
動物の絵を使った神経衰弱。まれに妖怪の絵になるが、ルール等違いはない。

### 二人対戦
勝者は敗者から直接賞金を奪える。
ロボット武闘会
4体のロボットから一つ選んで戦わせる。いわゆる格闘ゲームではなく、プレイヤーは全く操作できない。
ダイスポーカー
サイコロ五個でやるポーカー。最高役は5カードならぬ5ダイス。
カロリー大相撲
4つの料理の中から一つ選んで相撲で対決。カロリーが高い方が勝ちやすい。
爆走チキンレース
30マス後に崖があるコースを、サイコロ三個でどれだけ進めるかを競う。30マスにより近い方が勝ちだが、オーバーすると失格。

### 自由参加
出したプレイヤーも含め、参加・不参加を選べる。
どっちが多い？
クリオネの入った二つの水槽を見て、どっちが多いかを当てる。ただし、水槽は一瞬しか見られない。
レジでGO!
お客が並んだスーパーのレジ3つの中で、どれが一番早く順番がまわってくるかを当てる。「主婦はたくさん買う」など、客層によっても違いが出る。
がんばれ!風小僧!
4人の女の子のうち、誰のスカートがめくれるかを当てる。早い話がパンチラ。PlayStationの規制をいかにしてクリアしたか詳細は不明だが、パンツ（劇中ではブルマーと説明している）の色は全員白以外で、さらにこのゲーム自体の出現率が一番低くされている。
トンネルをぬけると・・・!
川端康成の小説「小説」のパロディ。トンネルの向こうの景色を4択で当てる。

### 全員参加
ゴールしたプレイヤーを除く全員が参加する。
イモ食ってプー!
各プレイヤーが順番に、えのサンにサツマイモならぬさくまイモを食べさせる。食べたときにオナラが出たら脱落、最後に残ったプレイヤーが賞金獲得となる。
ペンギンこけたらレース!
サイコロでペンギンを進め、先にゴールした人が勝ち。参加人数が3人以上の場合2位まで賞金が出る。サイコロが果物になったら一回休み。ドクロマスに止まると6マス逆戻り。
レッツ・ビンゴ!
3×3のカードを使ったビンゴ。通常の5×5と違い、中央に「FREE」のマスはない。

### ぽぽイベント
上記の「ぽぽちゃん」のルーレットを当てるとプレイできる。当人のみが参加。結果によって額は異なるが、必ず賞金が出る。
勇者だホイ!
ドラクエなどのRPGの勇者よろしく、制限時間内に壷やタンスの中からお金やアイテムを探す。一定時間動きが止まるアイテム（というか罠）もある。
盛岡わんこそば大会
二つのボタンを交互に押して、わんこそばを食べる。食べた量に応じて賞金が出る。
鉄腕ピッグ!
ボタン連打で岩を砕く。砕いた数に応じて賞金が出、全部砕くとさらに額がアップする。かつて新桃太郎伝説の修行にも似たものがあった。
青春クツ飛ばし!
ブランコに乗ってクツを飛ばす。飛距離に応じて賞金。

## キャラクターデザイン&イラスト
メインキャラクターデザインの土居孝幸の他に「怪物パラ☆ダイス」の時と同じく（参加メンバーは異なるが）、「チョコバナナ」の投稿者たち（チョコバナナチーム・チョコバナナオールスターズ）がサブキャラクターデザインとして参加している（ただし、パッケージやマニュアルにはチョコバナナの文字はない）。さくま曰く「土居で予定していた絵がどんどん遅れ、結局80%が「チョコバナナ」投稿者の絵になってしまった」との事。
「モンパラ」の時とは異なり、キャラクターの募集は「チョコバナナ」の誌面を介さず、さくまから投稿者たち（多くは名誉会員）に直接依頼された。また、以前から「チョコバナナ」のコーナーの一つ「ヒーロー&ヒロイン部門」で展開していたキャラクターも多数使用されている。投稿者の何人かは、絵のみならず製作のお手伝いとしても参加している。
ここでは土居以外の手によるキャラクターデザインを紹介する。特に指示がない場合、スタッフロールの表示を優先する。

### 通常キャラクター
- かぴぴ/かっぴ
- ぽぽちゃん/胡方湧音（T・P・うににん）
- どんぶるさん/えんらえんら（高内優向） もともとは彼女の自画像キャラだった。
- クイズマスのキャラ/妃巫（ひめみこ） もともとは別のゲームで使う予定だった。
- ムッキー/キムラミナコ
- 珍獣だだん/たつきじゅん もともとは「だやん」という名前だった。改名がさくまの指示かどうかは不明。
- おめでとう軍団/小川トムオ ゴールしたときに出現するキャラたち。
- はぴにゃん/アトム

### ミニゲーム用デザイン
ロボット武闘会
- はたふりさん（審判）/宮田朋幸（乱裁道宗）
- ヤマジュウ/岸啓介 芸術家。「たけしの誰でもピカソ」優勝者。
- イヌイヌロボ/岸啓介 「チョコバナナ」に投稿した記録はないが、特別参加。
- シザー・ウィング/くぬぎふみたか タカラトミー社員。
- 西郷どんロボ/中尾淳
- ダテヲ初号機/中尾淳
- トモエα/岸啓介
- カヤン2400/佐久間ゆり さくまの娘。

ガラスの時代（順不同）
- イラスト/内本まなみ、都氏さとみ、今井一志、黒川春姫、岩岡目々、石橋きよえ、パープルウォーム、R-LBY

ハイ!ハイ!ハイ!
- 赤ちゃんデザイン/えんらえんら、都氏さとみ、GW、かっぴ、夕月風矢、天街由佳子

歯ッ歯ッ歯ッ!
- ブタ・ネコ・ウサギ/しののこ

がんばれ!風小僧!
- 風小僧/しののこ
- 女の子/内舘魚、あまづか唯美、岩岡目々、はせがわちず、岡野佳代、色野ミヒロ、本荘和美、書店のなっとう、空龍あるふぁ、天街由佳子、TKD、SAKUYA

めくってポン!
- 通常バージョン・妖怪バージョン/しののこ

ペンギンこけたらレース!
- ペンギン/はせがわちず

勇者だホイ!
- 勇者/石橋きよえ

映像用原画デザイン
- ラーメン・ストリート/石橋きよえ
- 鏡の世界/こんにょ
- 薄氷を踏む重い！/石橋きよえ
- タイム・ドカン!/中尾淳
- トンネルをぬけると…!/かすやたかひろ

### イベントグラフィック
ボーナス・タウン
- 人生神社/石橋きよえ 土居の次かそれ以上に描いているため、実質本作のメインイラストレーターと呼べなくもない。
- カードショップ/石橋きよえ

結婚イベント
- 結婚相手/パープルウォーム、黒川春姫、こんにょ、天街由佳子、石橋きよえ、胡方湧音、こうたかとも、はせがわちず、苟雲、ぐるんぱ花の都、むねも、一ノ蔵真澄、しんのすけ、R-LBY、汐崎じゅん、灰ヒロム、都氏さとみ、森美里、高原和、北池ミホコ、増渕加奈子
- 結婚式場（和風、洋風）/石橋きよえ

出産イベント
- 女性看護士（看護婦）/石橋きよえ

フィギュアカード
- Gチャンマン/内本まなみ CYBORGじいちゃんGとは無関係な、彼女のオリジナルキャラ。
- クロブー/かすやたかひろ
- プクリン/ ポケットモンスターの同名キャラとは無関係。
- マトンマン/かすやたかひろ
- 末広涼子/石橋きよえ 元ネタは広末涼子。
- ピーチエンジェル/石橋きよえ 名前の元ネタは愛天使伝説ウェディングピーチらしい。
- 惣領レスカ/石橋きよえ 元ネタは新世紀エヴァンゲリオンの惣流・アスカ・ラングレー。ちなみにロボット武闘会には土居孝幸デザインの「オバンゲリオン」がある。
- ダムちゃん/石橋きよえ 元ネタはうる星やつらのラム。

アンティークカード
- アンティークデザイン/石橋きよえ

## 逸話
- さくまは当初、タカラで別のゲーム「学習王（仮）」を作ろうとしていた。サイコロを振って止まったマスの種類に応じて、国語や算数などの雑学問題が出され、正解すると先に進め、誤答するとダメージ、というものであった。クイズ・マスはその名残り。
- クイズ・マスのキャラクターは、「チョコバナナ」誌上で名誉会員光組4番・妃巫（ひめみこ）が展開していた「猫道士」という作品のキャラ。女の子が主人公の「猫道士・美花（メイファ）」、男の子がその兄の「寅道士・尓（アル）」、猫が師匠の「猫々（マオマオ）師匠」。実際のゲームではパッケージに使用することもあってか、彼女本来の絵ではなく土居がクリンナップしたものが使われていた（色も変えてある）。
- 仕返しマスなどに登場する「ムッキー」は、光組14番・キムラミナコが「ノンセクション部門」などで展開していたキャラクター。「チョコバナナ」本誌で語られたところによると「無口・無表情のうさねずみ。こわい顔をしているが、実はやさしくて思いやりのあるいいやつ」だそうだ（「チョコバナナ」本誌より）。
- さくまを製作として迎えるにあたり、「ルーレットではなくサイコロでもいい」という申し出があったという。
- 「チョコバナナ」で製作発表した当初、「T社のJゲーム」と名前を伏せておいた。それに対する読者の予想で一番多かったのはタイトーの爆笑!!人生劇場シリーズだったという。「タカラの人生ゲーム」と正解を当てた人も多かったが、みな一様に「まさかね」と言っていたそうだ（「チョコバナナ」本誌より）。
- 小池一夫の弟子であるさくまは、小池のモットーである「キャラクターからお話を作る」作劇法を、極意として「チョコバナナ」読者に伝授した。自身もこのゲームの製作のとき、ミニゲームを作るのに「先にゲームを考えて、それにあった絵を発注する」のではなく「絵師達に先に絵を描かせて、それを元にイメージを膨らませてミニゲームを考える」やり方で作っていたと言う。
- このゲームを企画し、タイトルを考えたのはタカラ（現：タカラトミー）の高田直幸プロデューサー。この「さくま式」に対し、「傲岸不遜極まりない」という声は来たが、それ以上に「さくまサンらしい」という声が多かったという。
- スタッフロールでは、ゲーム中で出題される問題の製作に、元JBS投稿戦士のヤンマー部隊隊長などの名前が見え、テストプレイでは、井沢どんすけや菊池晃弘、柴尾英令の名が確認できる。
- お手伝いとして動員されたのは「チョコバナナ」の投稿者。この内、光組74番・しののこは開発担当の会社ソフトハウスPOWに実際にアルバイトで通っていた。たくさんの原画を描いた光組15番・石橋淑江（きよえ）は、大阪のTGLという会社にいた。という風に、「まさかこんなに投稿者たちが実戦で役立つとは思わなかった。第2第3のチョコバナナ・ゲームも考えられそうだ」とさくまを驚かせた。だがこれを最後に、「チョコバナナ」のメンバーが前面に出るゲームは製作されなかった（本作の続編的な作品としては『お仕事式人生ゲーム　めざせ職業王』がある）。

## 製作スタッフ
- ゲームデザイン/さくまあきら
- メインキャラ・デザイン/土居孝幸
- ゲーム音楽/宮路一昭

- プロデューサー/高田直幸
- シニア・エグゼクティブ・プロデューサー/佐藤博久
- エグゼクティブ・プロデューサー/森川雅博、田中徹
- シナリオアシスタント/増田景子
- サブアシスタント/今井一志
- 音楽アシスタント/村山知義

- 女湯原画/パープルウォーム
- 職業メッセージ協力/原口一也
- スペシャルサンクス/くぬぎふみたか、小澤文彦、他

## 関連書籍
- 『チョコバナナ』1～16巻 　1～9巻はKKベストセラーズ、10～16巻はティーツー出版

さくまが編集長を務めたイラスト投稿誌。参加した絵師をプロデビューさせる目標を掲げており、ゲームで活躍するキャラクター達のいくつかはここの出身。13巻ではゲーム誌に先駆けて製作発表をした。その後は巻を追うごとに全貌を明かしていったのだが、発売前に休刊した。14巻以降はイベント用の原画も掲載。
- 「覇王ゲームスペシャル さくま式人生ゲーム 公式人生イケイケがいど」講談社

2種類のプレイスタイルによる攻略など。「人生ゲーム」そのものの歴史も振り返る。使用したROMのバージョンが違うのか、珍獣だだんが「だやん」となっている画面写真が使われている。
- 「さくま式人生ゲーム 速攻本」衆芸社

「チョコバナナ」に掲載された物とは別の原画を掲載。巻末のさくまのインタビューを手がけたのは、元「ジャンプ放送局」常連の原口一也。彼は本ゲームの製作も手伝っている。